# هایدروجن چلنجر
هایدروجن چلنجر (به انگلیسی: Hydrogen Challenger) یک کشتی است که طول آن 216 ft 6 in (66 m) می‌باشد. این کشتی در سال ۱۹۶۷ ساخته شد.